# Schallemissionsprüfung
Die Schallemissionsprüfung (englisch Acoustic Emission Testing) auch Schallemissionsanalyse, ist ein Prüfverfahren, das oft als zerstörungsfreies Prüfverfahren bezeichnet wird. Bei diesen Verfahren wird ausgenutzt, dass plötzliche Veränderungen im Gefüge eines Werkstoffs, die durch chemische oder thermische Vorgänge oder unter mechanischer Belastung ausgelöst werden, zur Emission von Schall führen. Streng genommen ist die Schallemissionsprüfung damit kein zerstörungsfreies Prüfverfahren, da solche Veränderungen wie plastische Verformungen oder Rissausbreitung im Material gemeinhin als Schäden definiert werden. Die Analyse gemessener Schallemissionen erlaubt Rückschlüsse auf die strukturelle Integrität des Werkstoffs bzw. des Bauteils.

## Vor- und Nachteile
Allgemeine Vorteile der Schallemissionsprüfung sind:
- die Schallemissionsprüfung ist ein integrales Prüfverfahren, Schäden können innerhalb des gesamten Volumens des Prüfkörpers auch mit wenigen Sensoren identifiziert werden
- Strukturen können unter Betriebsbedingungen und damit in Echtzeit geprüft werden, weshalb die Schallemissionsprüfung besonders für Anwendungen im Structural Health Monitoring zum Einsatz kommt
- oft kann bereits die Keimbildung von Schäden identifiziert werden, größere Folgeschäden können damit vorausgesagt werden
- Ortungsverfahren erlauben die Lokalisierung der Quelle eines Schallemissionssignals
- weitere Signalanalyse erlaubt die Unterscheidung verschiedener Arten von Quellen (z. B. verschiedene Arten von Schäden)

Die Vorteile der Schallemissionsprüfung bei der Überprüfung von Druckbehältern sind, dass:
- das Betriebsmedium nicht entleert werden muss.
- kein Druckprobenwasser benötigt wird und dieses wieder entleert werden muss.
- die Tragkonstruktionen des Behälters nicht auf das Druckprobenwassergewicht ausgelegt werden mussten, was insbesondere bei großen Druckwindkesseln von Bedeutung ist.
- es geringe Gesamtprüfkosten gibt.
- kein Blasenausbau bei Hydrospeicher notwendig ist.

Grenzen der Schallemissionsanalyse sind:
- Störquellen (z. B. Maschinengeräusche, elektromagnetisches Rauschen oder Rissuferreibung) können ebenfalls Schallemission erzeugen, angemessene Filterkriterien in der Datenanalyse sind erforderlich
- statische Defekte können nicht identifiziert werden
- Sensoren müssen für den Anwendungsfall geeignet sein, so können Breitband-Sensoren gegenüber resonanten Sensoren vorteilhaft sein

## Funktionsweise
Wird ein Bauteil einer kritischen mechanischen oder thermischen Belastung ausgesetzt, treten strukturelle Veränderungen im Material auf. Dabei wird die im Material gespeicherte elastische Energie schlagartig freigesetzt und breitet sich als transiente, elastische Spannungswelle aus. Diese Schallwellen beinhalten Informationen über die zu Grunde liegenden mechanischen Vorgänge. Die Wellen breiten sich grundsätzlich als longitudinale und transversale Wellen sowie Rayleigh-Wellen aus. In dünnwandigen Strukturen können die Wellen sich durch die zusätzliche Randbedingung, dass die Plattendicke kleiner als die Wellenlänge bestimmter Frequenzanteile des breitbandigen Schallemissionssignals ist, auch im Lamb-Wellen-Moden ausbreiten. Piezoelektrische Sensoren können die transienten Auslenkungen im Material, wenn die Welle es durchläuft, in ein Spannungssignal umwandeln, welches digitalisiert und mit Software zur Datenanalyse weiter ausgewertet werden kann. Dabei können die gesamte Wellenform (zeitbasierte Aufzeichnung) oder nur bestimmte Parameter (parameterbasierte Aufzeichnung) des gemessenen Signals (z. B. maximale Amplitude, Signaldauer, Energie) aufgezeichnet werden. Die letztere Methode zeichnet sich durch eine höhere Aufzeichnungsgeschwindigkeit und ein reduziertes Datenvolumen aus, während die zeitbasierte Aufzeichnung weitere frequenzbasierte Analysemöglichkeiten erlaubt (z. B. FFT).

## Beispiele von Einsatzgebieten
Mit der Schallemissionsprüfung können Werkstoffe wie Metalle, Keramiken, Gläser, Gesteine, Beton, ausschließlich spröde Polymerwerkstoffe, Holz und Verbundwerkstoffe getestet werden, wobei folgende beginnende Versagensmechanismen von Bauteilen und Apparaten wie Rissbildung, Rissfortschritt, Delamination, Rissuferreibung, Versetzungsbewegung, Phasenumwandlung, Korrosionsprozesse, turbulente Strömungen an Leckagen, Hochspannungs-Teilentladungen in Großtransformatoren, Brüche in Bergwerken usw. detektiert werden können.
Folgende Apparate und Maschinen wurden beispielhaft mittels Schallemissionsprüfung getestet:
Speicherflaschen, Atemluftfüllstellen, Atemluftspeicherflaschen, Speicherbündel, Druckbehälter, Druckluftbehälter, Expansionsgefäße, Wasserstofftanks, Tanks, Hydraulikspeicher, Pulsionsdämpfer, Autoklaven, Wärmetauscher, Erdgasvorwärmer und Wasser-Wasser-Wärmetauscher.

## Normen
- DIN EN 1330-9, Zerstörungsfreie Prüfung – Terminologie – Teil 9: Begriffe der Schallemissionsprüfung
- DIN EN 13554, Zerstörungsfreie Prüfung – Schallemission – Allgemeine Grundsätze
- DIN EN 13477-1, Zerstörungsfreie Prüfung – Schallemissionsprüfung – Gerätecharakterisierung – Teil 1: Gerätebeschreibung
- DIN EN 13477-2, Zerstörungsfreie Prüfung – Schallemissionsprüfung – Gerätecharakterisierung – Teil 2: Überprüfung der Betriebskenngrößen
- DIN EN 14584, Zerstörungsfreie Prüfung – Schallemissionsprüfung – Prüfung von metallischen Druckgeräten während der Abnahmeprüfung – Planare Ortung von Schallemissionsquellen
- DIN EN 15856, Zerstörungsfreie Prüfung – Schallemissionsprüfung – Allgemeine Grundsätze der Schallemissionsprüfung zum Nachweis von Korrosion innerhalb von mit Flüssigkeit gefüllten metallischen Umschließungen
- DIN EN 15857, Zerstörungsfreie Prüfung – Schallemissionsprüfung – Prüfung von faserverstärkten Kunststoffen – Spezifische Vorgehensweise und allgemeine Bewertungskriterien
- ISO 12713, Zerstörungsfreie Prüfung – Schallemissionsprüfung – Primärkalibrierung von Wandlern
- ISO 12714, Zerstörungsfreie Prüfung – Schallemissionsprüfung – Sekundärkalibrierung von Schallemissionsaufnehmern
- ISO 12716, Zerstörungsfreie Prüfung – Schallemissionsprüfung – Begriffe
- ISO/DIS 16148, Gas cylinders – refillable seamless gas cylinders – Acoustic emission testing for periodic inspection
- ASTM Designation E 750: Standard Practice for Characterizing Acoustic Emission Instrumentation, 1992 ASME Boiler & Pressure Vessel Code, Section V, Article 11, S. 159–181, Acoustic Emission Examination of Fiber-Reinforced Plastic Vessels
- ASTM Designation E 1067: Standard Practice for Acoustic Emission Examination of Fiberglass Reinforced Plastic Resin (FRP) Tanks/Vessels
- ASTM Designation E 1118: Standard Practice for Acoustic Emission Examination of Reinforced Thermosetting Resin Pipe (RTRP)